# Möller Károly
Dr. Möller Károly Béla György (Hédervár, 1894. október 27. – Budapest, 1945. február 3.) építészmérnök, műszaki doktor, szakíró, törvényszéki hites szakértő, bérháztulajdonos.

## Családja és származása
Egy kikeresztelkedett római katolikus családban született. Édesapja Möller István (1860–1934) építész, műegyetemi tanár, aki fiatal korában Mór uradalmi igazgatója volt, anyja Berger Hermina (1860–1916) volt. Apja Möller István móri lakos 1882. szeptember 19-én tért át az izraelita vallásról a római katolikusra a pápai katolikus plébánián; Hok János gógánfai plébános hajtotta végre a keresztelést.

## Élete
Mérnöki tanulmányait a budapesti műegyetemen végezte. Külföldi tanulmányútja után édesapja műtermében dolgozott, részt vett restauráló, templomépítő munkáiban. Kastélyokat, gazdasági épületeket, bérházakat, családi házakat és templomokat tervezett. Építőanyagok és szerkezetek kutatásával és ismertetésével foglalkozott. Széles körű műszaki irodalmi munkásságot folytatott, holland és angol nyelven is jelentek meg könyvei.
Möller Károly építészi munkái az érsekség területén: bács-szentgyörgyi plébánia (1937), akasztói templombővítés (1938-39), hartai római katolikus templom (épült 1942-43), az újteleki Szent Kereszt felmagasztalása templom (felszentelték 1941-ben). Möller Károly legérdekesebb és egyben a honi építészet szempontjából úttörő munkája Dunapatajon az 1761-ben Nepomuki Szent János tiszteletére épített templom 1934-es kibővítése volt. 1943-ban felszentelték Nyékládházán a római katolikus templomot (Szűz Mária Szeplőtelen Szíve), amelyet Möller Károly tervezett Lenz József, földbirtokos, kereskedelmi tanácsos megrendelésére; Lenz József a legnagyobb megrendelője volt Möller Károlynak.
Budapest ostroma során őt és családját szovjet katonák brutálisan bántalmazták. Möller feleségét, dr. Möller Károlyné Steller Ilonát és nagyobbik lányukat elhurcolták, ők soha nem kerültek elő. A házaspár kisebbik lányát súlyosan bántalmazták, majd lelőtték. Az építészprofesszort és fiát arra kényszerítették, hogy a kertben gödröt ássanak, amibe belelőtték őket. Möller Károly építészmérnököt, a 15 éves Möller Julianna nevű lányát, valamint a 13 éves Möller Miklós nevű kisfiát 1945. február 3-án a szovjet katonák gyilkolták meg a XII. kerületi Pilsudszky út 36-os szám alatti villájában.

## Emléke
- A II. világháború XII. kerületi áldozatainak emlékműve.Turul-szobor

## Művei

### Szakirodalom
- A német városépítészet tanulságai – Szerzői magánkiadás, 1922
- Építészeti akusztika – Németh József Könyvkereskedése, 1928
- Építőanyagok gyakorlati kézikönyve. – Dunántúl Egyetemi Nyomdája, 1929, 1930
- Szigetelés – Szerzői magánkiadás, 1933
- Építési zsebkönyv I-II. – Szerzői magánkiadás, 1934, 1935
- Beton és vasbeton – Szerzői magánkiadás, 1937
- Gépészeti zsebkönyv I-II. Királyi Magyar Egyetemi Nyomda, 1937
- Építési zsebkönyv I-II. – Királyi Magyar Egyetemi Nyomda, 1938, 1943
- A mai technika. – Királyi Magyar Egyetemi Nyomda, 1939, 1942
- Vízszigetelés – Királyi Magyar Egyetemi Nyomda, 1940
- Új Kincseskönyv I-III. – Királyi Magyar Természettudományi Társulat, 1941
- Épületek hőszigetelése és zaj elleni védelme. – Pátria Rt., 1942

### Épületek
- Dombóvár, Tanítóképző, 1927

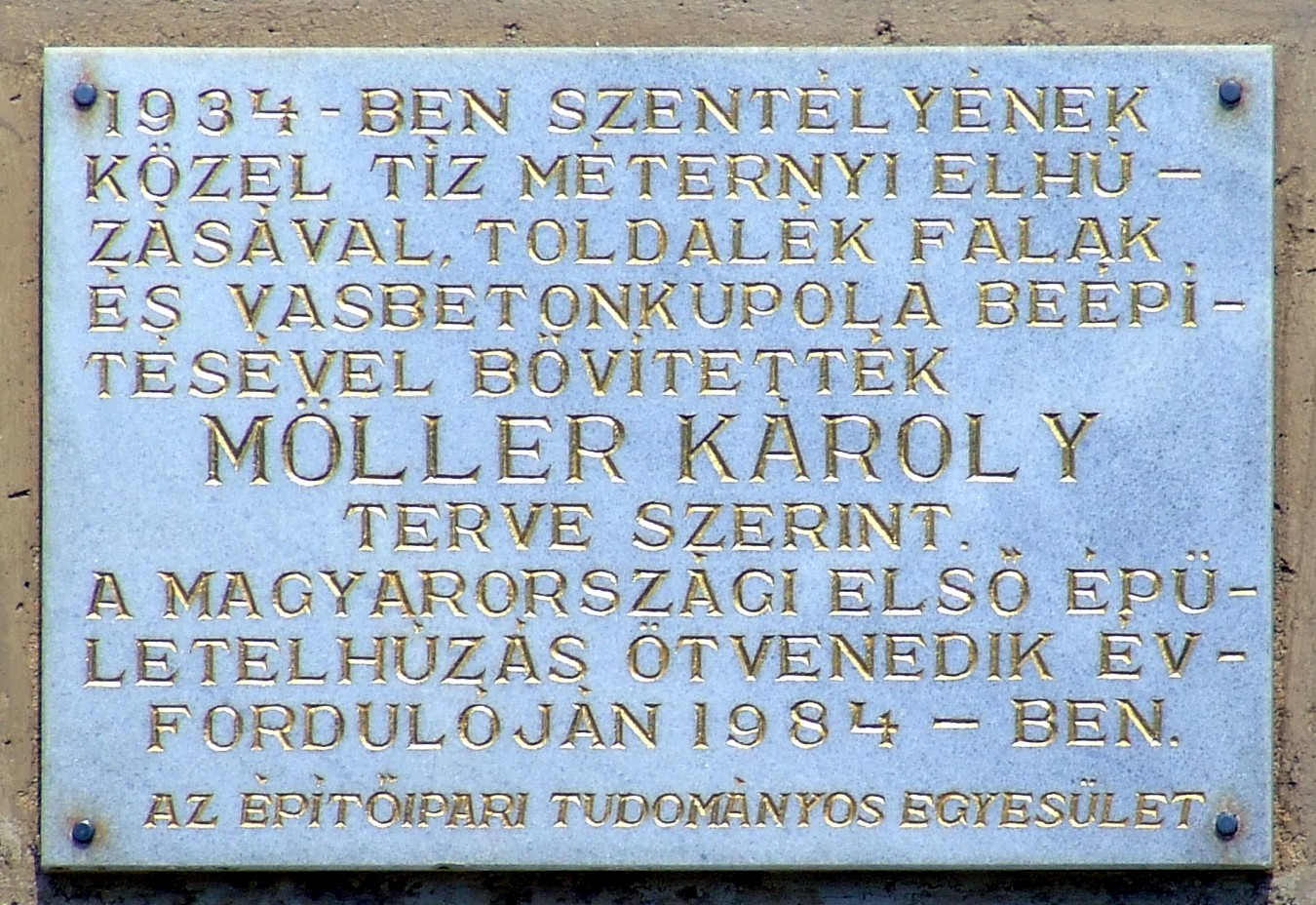
Emléktábla a dunapataji Magyarok Nagyasszonya-templom falán

- Budapest, IX. Lónyay utca 24. Hétemeletes bérház, 1927 (A Lenz Testvérek déligyümölcs-kereskedő cég bérháza)
- Budapest, XII. Maros utca 3. Ötemeletes társasház, 1928
- Budapest, dr. Antolik Arnold bérháza. I. Gellérthegy utca 34. – Krisztina körút 165., 1928
- Budapest, gróf Teleki Domokos bérháza. I. Attila út 87., 1929
- Budapest, gróf Teleki Domokos bérháza. I. Logodi utca 28., 1930
- Dunapataj, Nepomuki Szent János-plébániatemplom szentély bővítése épületeltolással., 1934
- Budapest, V. Régi posta utca 6. em. ráép., 1934. (A Lenz Testvérek déligyümölcs-kereskedő cég bérháza)
- Budapest I. Lánchíd utca, ötemeletes bérház, 1936
- Budapest, Möller Krisztina bérháza. I. Gellért utca 28. (Háztulajdonos: Putzkaller Frigyesné Möller Krisztina), 1936
- Budaörs, Budaörs vasútállomás melletti hűtőház, Lenz József, földbirtokos, kereskedelmi tanácsos megrendelésére, 1937
- Baracska, plébánia, 1937
- Budapest, Forray Tibor és Forray Irma bérháza. I. Mikó utca 3., bérház, 1938
- Budapest, Belgrád rkp.2. emeletes társasház, 1938 (A Lenz Testvérek déligyümölcs-kereskedő cég bérháza)
- Keserűtelek, Szent Kereszt felmagasztalása templom, 1939
- Budapest, Árkádia társasház. XII. Kékgolyó utca 30. (Háztulajdonos: dr. Möller Károlyné Steller Ilona), 1940
- Budapest, Concordia társasház. XII. Hajnóczy József utca 11. (Háztulajdonos: dr. Möller Károly), 1940
- Újtelek, Szent Kereszt felmagasztalása templom, 1940
- Harta, templom, 1941
- Budapest, Athenaeum Rt. vállalati nyugdíjpénztárának bérháza, VII. Osvát utca 7., 1942
- Budapest, Magyar Jelzálog Hitelbank Elismert Vállalati Nyugdíjpénztárának bérháza. XIV. Ilka utca 25, 1942 (nem valósult meg)
- Budapest, II. ker. Margit krt. 55. Hrsz. 13.283, Átrium Mozi akusztikai szigetelés
- Budapest, Markó utca 1/b.=Balassi Bálint utca 4.
- Nyékládháza, római katolikus templom (Szűz Mária Szeplőtelen Szíve), Lenz József, földbirtokos, kereskedelmi tanácsos megrendelésére, 1943